# Karl Schütz (Musiker)

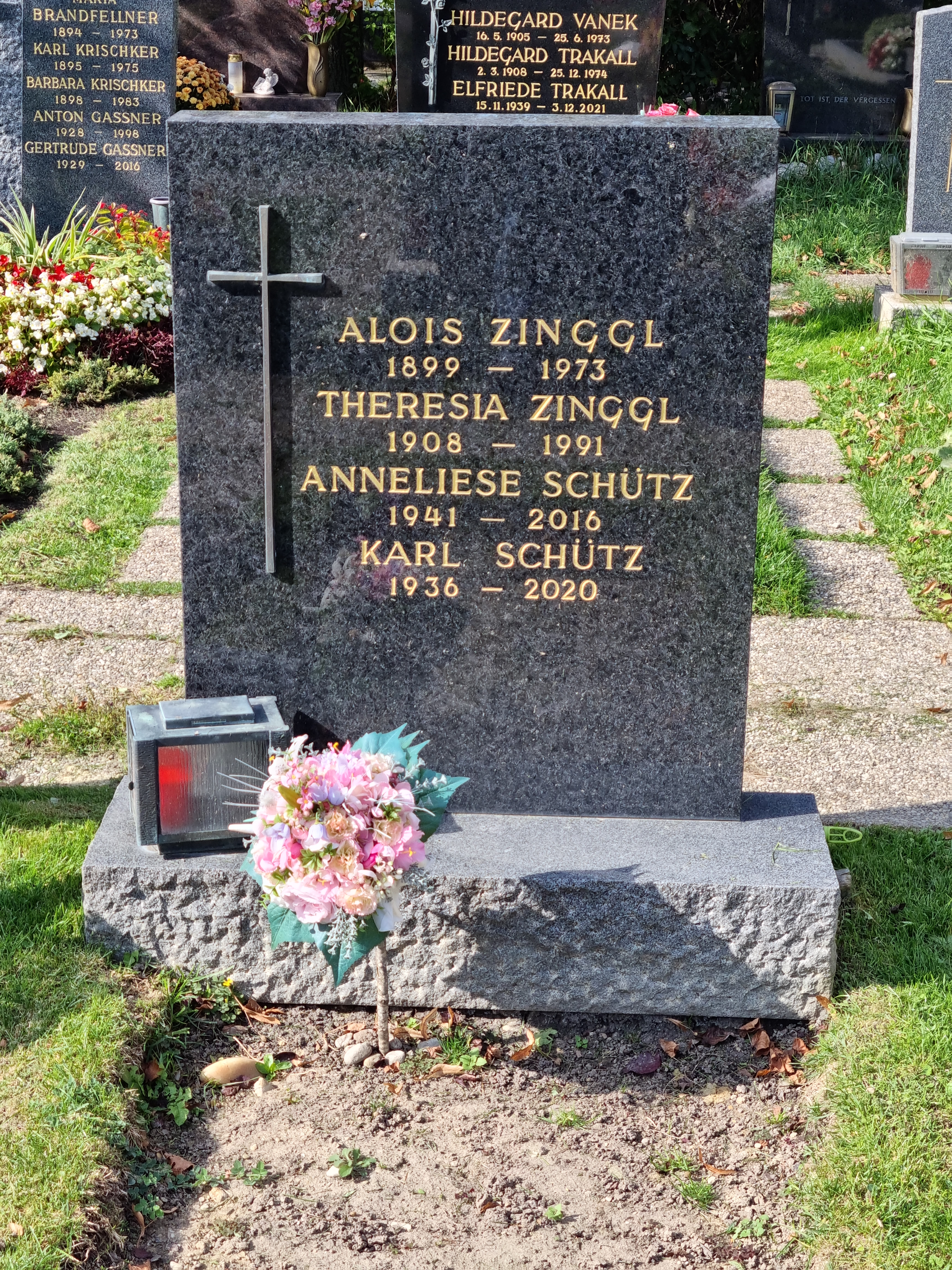
Grab von Karl Schütz am Inzersdorfer Friedhof

Karl Schütz (* 17. April 1936 in Wien; † 13. Oktober 2020 ebenda) war ein österreichischer Musikpädagoge, Kirchenmusiker und Orgelforscher.
Schütz absolvierte die Lehramtsprüfung für Deutsch und Musikerziehung, 1964 wurde an der Universität Wien promoviert, seine Dissertation hatte er bei dem zeitlebens ausgeprägt antisemitisch eingestellten Erich Schenk eingereicht. Von 1975 bis 2003 war er Professor für Orgelkunde an der Universität für Musik und darstellende Kunst Wien. Als Organist war er seit 1953 an der Pfarrkirche St. Anton von Padua in Wien tätig. Er wurde am Inzersdorfer Friedhof bestattet.
Karl Schütz war Komtur in der Komturei Wien des Ritterordens vom Heiligen Grab zu Jerusalem.